# Schweiss
Schweiss è un singolo del cantante tedesco Till Lindemann, pubblicato il 29 settembre 2023 come terzo estratto dal primo album in studio Zunge.

## Video musicale
In concomitanza con il lancio del singolo, l'artista ha diffuso sul suo canale YouTube il cortometraggio NSL diretto da Serghey Gray, in cui il brano è unito a Nass e Lecker. Nello specifico, Schweiss è stato girato nell'agosto 2021 ed ambientato nel deserto del Kizilkum in Uzbekistan.

## Tracce
Testi di Till Lindemann, musiche di Daniel Karelly, eccetto dove indicato.
1. Schweiss – 4:01 (musica: Sky van Hoff)
2. Nass – 3:53
3. Lecker – 3:31

## Formazione
Hanno partecipato alle registrazioni, secondo le note di copertina di Zunge:
- Till Lindemann – voce
- Sky van Hoff – strumentazione, produzione, ingegneria del suono, missaggio
- Marco Kollenz – montaggio aggiuntivo della voce
- Marco Bayati – montaggio aggiuntivo della batteria
- Svante Forsbäck – mastering